# Picramnia emarginata
Picramnia emarginata är en tvåhjärtbladig växtart som beskrevs av Ignatz Urban och Ekman. Picramnia emarginata ingår i släktet Picramnia och familjen Picramniaceae. Inga underarter finns listade.